# Sisakos vanga
A sisakos vanga (Euryceros prevostii) a madarak osztályának verébalakúak (Passeriformes) rendjébe és a vangagébicsfélék (Vangidae) családjába tartozó Euryceros nem egyetlen faja.
Tudományos nevét Florent Prévost francia természettudós tiszteletére kapta.
Mint sok vangát ez a fajt is eredetileg a gébicsfélék (Laniidae) családjába sorolták.
Amikor Austin L. Rand 1936-ban a legtöbb vangát leválasztva a gébicsfélékről különálló családba sorolta, a sisakos vangát nem sorolta oda, hanem egy külön e faj számára létrehozott családba, az Eurycerotidae családba sorolta.
A vangák közé J. Dorst helyezte át 1960-ban.
A faj a vangák közül a rozsdás vangával (Schetba rufa) áll a legközelebbi rokonságban.

## Előfordulása
Madagaszkár területén honos, a sziget északkeleti részén található síkvidéki és alacsony hegyvidéki esőerdők lakója.
Mára elsősorban az ezeken a területeken levő Marojejy Nemzeti Park, a Masoala Nemzeti Park és a Mantadia Nemzeti Park területén fordul elő.

## Megjelenése
Nagy méretű vanga faj, a sarlós vanga (Falculea palliata) után a második legnagyobb testű faj a családból.
Testhossza 27-31 centiméter, testtömege 84-114 gramm. Csőre kék színű, melynek vége fekete. Csőre méretéhez képest kifejezetten nagy hossza 51 mm és 30 mm magas.
Feje, torka és hasa fekete. Szárnya és farka fekete.

## Életmódja
A felnőtt madarak többnyire nagyobb rovarokkal táplálkoznak, de fiókanevelési időszakban sokféle egyéb állati eredetű táplálékot (békákat, kisebb gyíkokat és kígyókat) is elfognak.

## Szaporodása
Monogám módon elő faj. Költési időszaka októbertől januárig tart. Mindkét ivar részt vesz a gyökerekből, apróbb ágakból álló fészek megépítésében. Fészkét 2-4 méter magasba egy-egy fa koronájába építi. Kettő-három tojást rak.